# Eucithara bascauda
Eucithara bascauda é uma espécie de gastrópode do gênero Eucithara, pertencente à família Mangeliidae.